# Barrage de Gödet
Le barrage de Gödet est un barrage de Turquie. La rivière émissaire du barrage passe à Karaman puis va rejoindre la rivière Delıçay  (rivière folle) canalisée dans la plaine environnante qui se perd dans le lac endoréique pratiquement asséché, appelé Akgöl (lac blanc), 18 km à l'est d'Ereğli.

## Sources
- (en) www.dsi.gov.tr/tricold/godet.htm Site de l'agence gouvernementale turque des travaux hydrauliques.